# Anemone antucensis
Anemone antucensis är en ranunkelväxtart som beskrevs av Eduard Friedrich Poeppig. Anemone antucensis ingår i släktet sippor, och familjen ranunkelväxter. Inga underarter finns listade i Catalogue of Life.